# Canitie

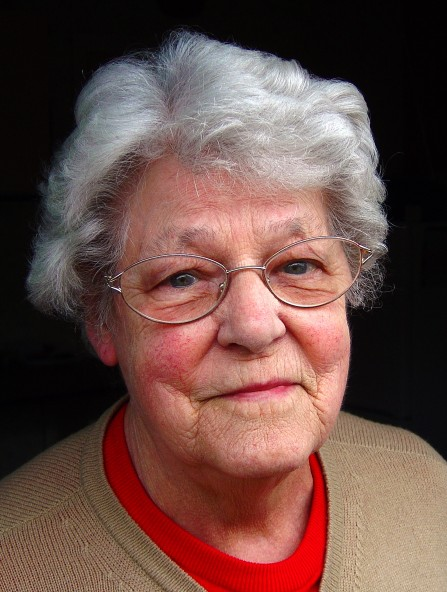
Femme aux cheveux blancs.

La canitie (/ka.ni.si/, du latin : canities, « blancheur des cheveux », terme apparenté au mot chenu) est le blanchissement des poils et des cheveux qui survient au cours de l’existence, dont la forme universelle est le grisonnement puis le blanchissement de la chevelure. 
Il existe des canities totales ou partielles précoces, qui peuvent survenir dès l’adolescence, et des canities d’origine pathologique (par exemple, dues au vitiligo). Ces dernières sont typiquement réversibles si la maladie peut être guérie, mais pas les canities physiologiques, dont l’apparition semble être pour l’essentiel programmée génétiquement et présente un caractère héréditaire, plusieurs personnes de la même famille grisonnant à partir du même âge. Ce phénomène est considéré comme naturel dans tous les cas de figure, mais est souvent perçu comme un vieillissement prématuré[réf. souhaitée]. Bien que des cas exceptionnels et inexpliqués de recoloration aient été observés, aucun traitement retardant ou renversant le processus de canitie physiologique n’a pu prouver son efficacité.
On distingue souvent la canitie de la leucotrichie (litt. « poils blancs ») congénitale (albinisme par exemple), dans laquelle l’ensemble ou une partie des poils et des cheveux sont blancs dès la naissance.

## Processus

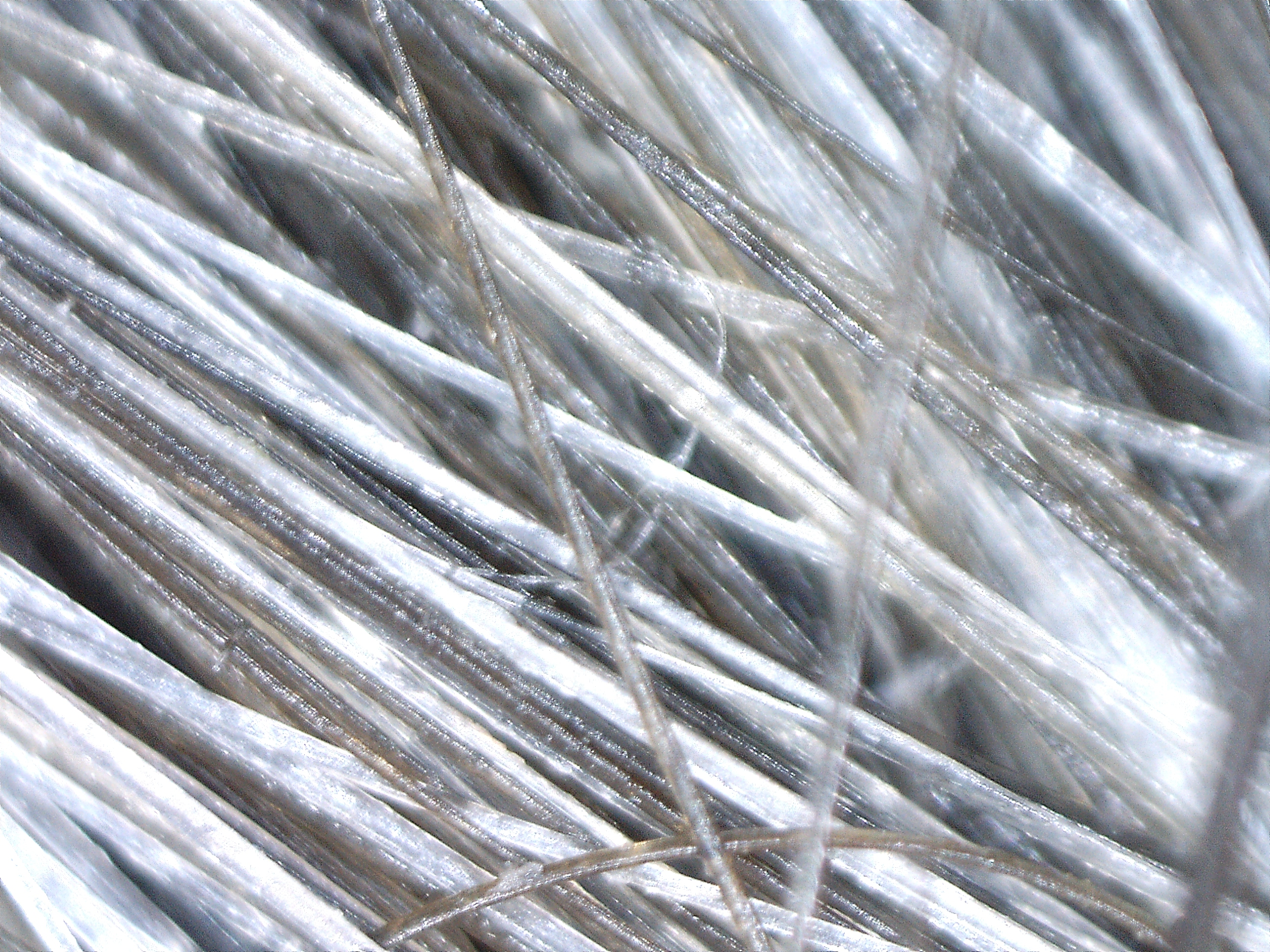
Cheveux blancs et argentés chez une femme d'une cinquantaine d'années.

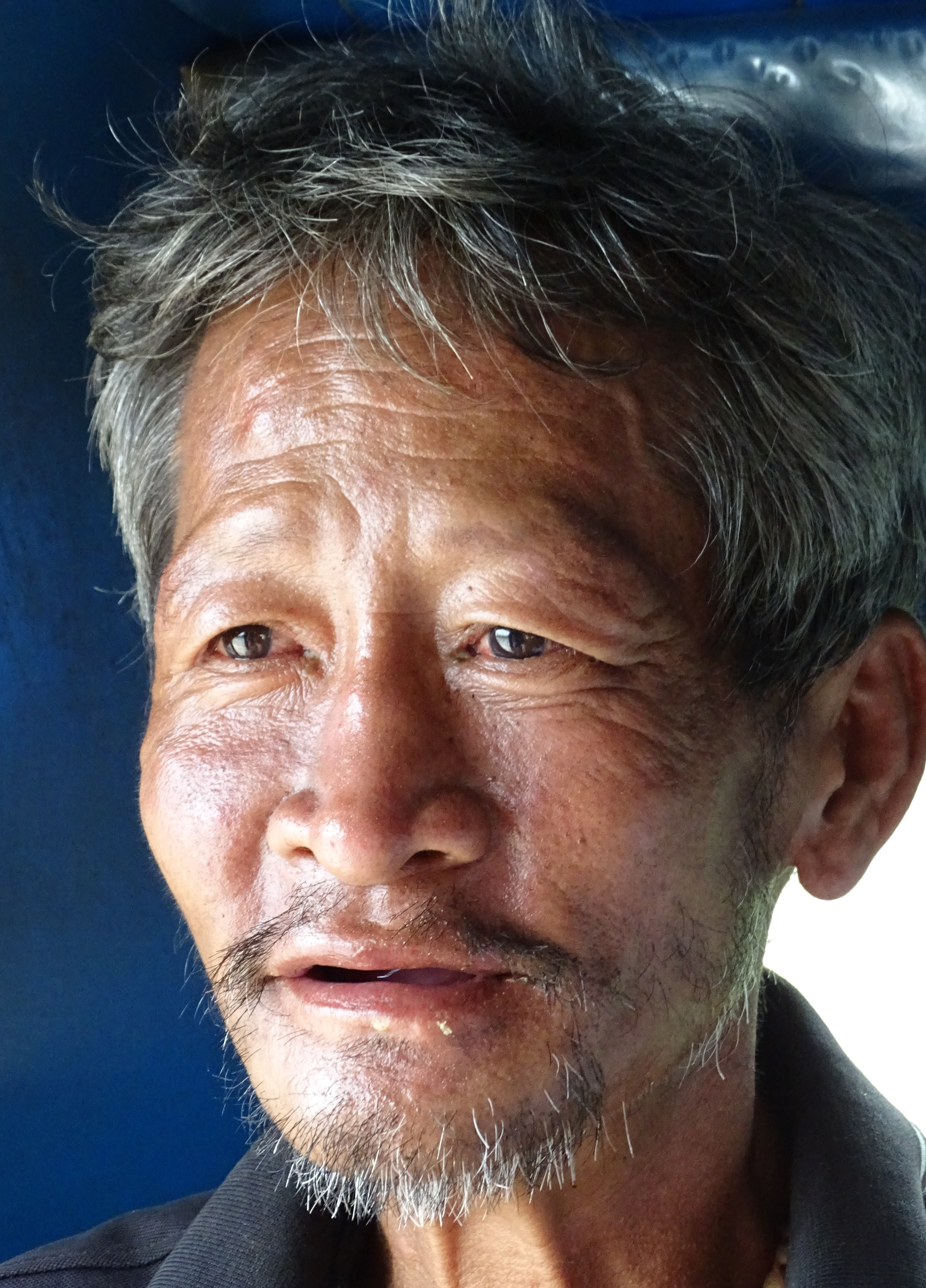
Homme aux cheveux et à la barbe en voie de devenir blancs

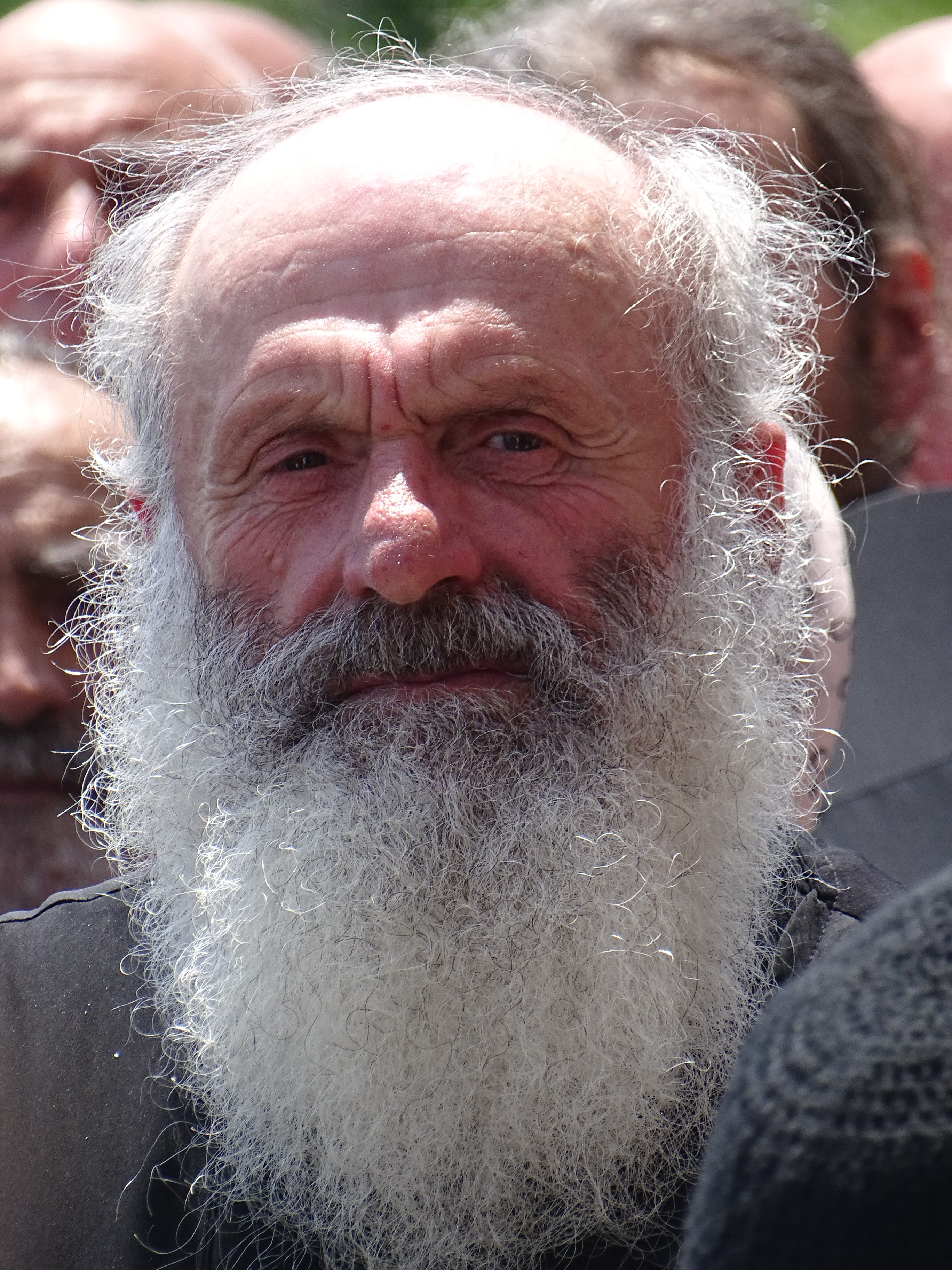
Homme aux cheveux et à la barbe presque totalement blancs

La canitie consiste en l’apparition de poils ou de cheveux poussant entièrement blancs au sein d’un ensemble pileux coloré. La couleur grise que peut prendre l’ensemble est un effet d’optique dû au mélange et à la superposition de cheveux pigmentés et dépigmentés. Les premiers cheveux blancs isolés peuvent apparaître avant l’âge de vingt ans, et au plus tard vers la quarantaine.
La couleur des poils ou des cheveux, comme celle de la peau, est due à la présence de mélanosomes fabriqués par des mélanocytes situés au fond du bulbe pilaire, là où a lieu la fabrication du cheveu. Ces mélanocytes actifs proviennent d’un réservoir de mélanocytes dormants situé dans la gaine épithéliale externe. À la fin de la phase de pousse (anagène) qui dure en moyenne de trois à sept ans, le follicule pileux se reconstitue et importe des mélanocytes dormants pour remplacer ceux épuisés. Bien que tout soit loin d'être clair concernant le processus de blanchissement, une expérience de 2005 a mis en évidence comme causes la perte de fonctionnalité de la réserve de mélanocytes par apoptose des cellules souches, et la différenciation précoce de mélanocytes encore dans la réserve, qui semble compromettre leur fonctionnalité. Une déficience du gène Bcl2 semble accélérer l’apoptose et une mutation du Mitf la différenciation précoce.
Une recoloration temporaire a parfois été constatée après la guérison d’un processus inflammatoire, ou lors de la repousse après une alopécie due à une chimiothérapie ou une radiothérapie. En 2002, une équipe dirigée par Gabriel Étienne de l’Université Victor Segalen de Bordeaux, en testant un médicament destiné à soigner la leucémie myéloïde, a constaté comme effet secondaire la recoloration partielle de la chevelure de certains patients.
C’est le peroxyde d'hydrogène H2O2 qui, naturellement sécrété par le corps humain, inhibe la synthèse de pigments colorés — dont la mélanine — et est responsable du blanchissement des cheveux, blanchiment sur lequel l'âge du patient n'a aucune incidence. [réf. souhaitée] En effet le taux d’enzymes (du type catalase) dissociant le peroxyde d’hydrogène en oxygène et en eau diminue et le peroxyde d’oxygène s’attaque à l’enzyme tyrosinase responsable de la synthèse de la mélanine,.

## Causes pathologiques
Parmi les pathologies susceptibles d’entraîner une canitie, on peut citer les maladies auto-immunes comme la pelade, hypothyroïdie ou un dérèglement de la thyroïde, une pathologie infectieuse et une insuffisance de la glande surrénale, le vitiligo, le syndrome de Vogt-Koyanagi, la sclérose tubéreuse de Bourneville, la neurofibromatose, la maladie de Menkès, l'ataxie télangiectasie, le syndrome de Waardenburg, le manque de certaines Vitamine B5,Vitamine B8,Vitamine B10, ainsi que les syndromes entraînant un vieillissement prématuré comme la progéria, le syndrome de Werner et le syndrome de Rothmund-Thomson. La canitie précoce fait aussi partie des signes cliniques des télomeropathies (historiquement appelé dyskératose congénitale).
À côté des causes pathologiques, il existe aussi des causes médicamenteuses. Fumer accélérerait le processus. Les soucis, les chocs émotionnels ou le stress sont parfois proposés comme facteurs d’accélération du processus de canitie. Bien qu'aucune preuve scientifique n’en ait été donnée, on ne peut pas écarter cette possibilité.
Une recherche de 2005 indique que les personnes entre 50 et 70 ans dont seule la chevelure (et non les sourcils) grisonne sont plus susceptibles de souffrir de diabète de type 2 que celles dont les sourcils et les cheveux grisonnent également.

### Syndrome de «canitie subite»
Le syndrome de « canitie subite » (appelée aussi « syndrome de Marie-Antoinette » ou « de Thomas More », ce type de canitie s'étant selon la légende produit la veille de leur exécution), blanchissement très rapide de la chevelure (en un ou quelques jours) à la suite d'un choc émotionnel, est un phénomène rapporté par plusieurs témoins au cours des siècles et dans diverses cultures. Par exemple, la légende dit que la chevelure et la barbe de Wu Zixu blanchirent en moins d'une semaine, lorsque lui et toute sa famille furent (injustement) disgraciés par le Roi Ping de Chu et qu'il se retrouva le seul survivant. Il a également été observé par des combattants de la Seconde Guerre mondiale. Parmi ces cas l'on peut citer à titre d'exemple celui, fameux, de l'acteur Jean Gabin, qui survint dans la nuit de l'attaque du convoi militaire marin qu'il accompagnait aux abords d'Alger, et qui signa la fin des rôles de jeunes premiers qu'il avait incarnés jusqu'alors sous sa chevelure blonde.[réf. nécessaire]
Ce phénomène n’a pas été observé scientifiquement, même s'il peut s'expliquer par une réaction auto-immune, du type de la pelade, attaquant le système pigmentaire des follicules pileux sur une chevelure poivre et sel, mettant ainsi en évidence les cheveux blancs déjà existants. En tout état de cause, sans une décoloration chimique pouvant faire perdre ses pigments à un cheveu coloré, et la vitesse de pousse étant de 0,7  à   2 cm par mois, il est difficilement explicable qu’une chevelure, surtout longue, blanchisse si vite.

## Traitement médical
Il n'existe pas de traitement médical.
Des recherches sont en cours sur le rôle des protéines SCF et Krox20 impliquées dans la croissance et la pigmentation du poil et dont les résultats pourraient fournir un potentiel traitement,.